# 매크로폰딜러스

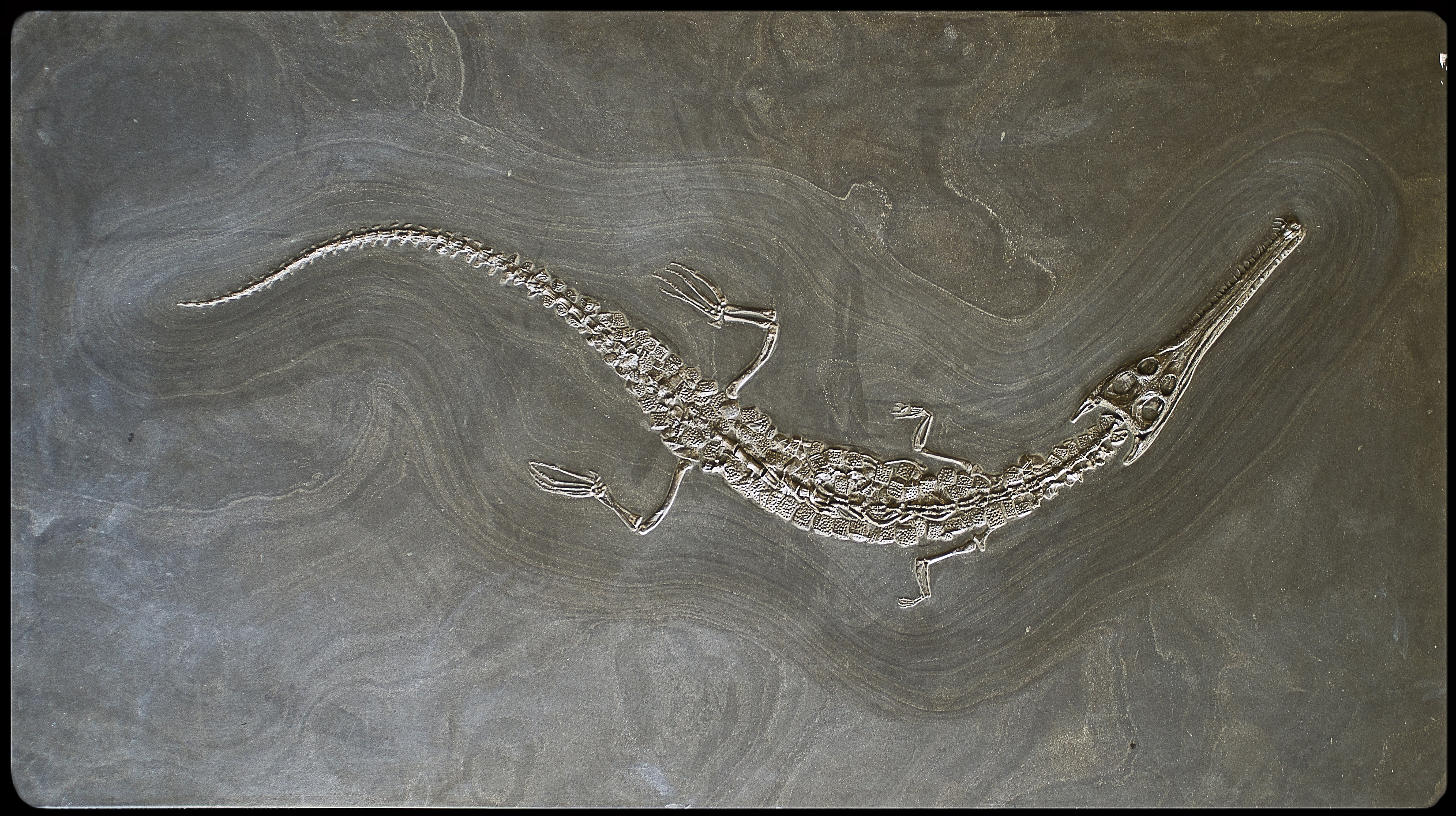

매크로폰딜러스(학명:Macrospondylus bollensis)는 악어목 텔레오사우루스과에 속하는 악어이다. 지금은 멸종된 악어로 몸길이가 4~6m인 거대한 악어에 속한다.

## 특징
메크로폰딜러스는 바다에 적응하여 살아갔던 바다악어 중에 하나이다. 바다에 적응하여 살았던 바다악어였기 때문에 바다에 있는 염분을 조절하는 몸의 기능이 매우 잘 발달되어 있었다. 수영에 적합하도록 발이 물갈퀴의 모습으로 변화하였고 뒷다리가 더욱 길은 특징을 가지고 있다. 현생의 고래나 돌고래처럼 바다에서 직접 어린 개체를 출산하였는지 아니면 현생의 바다거북처럼 해변으로 올라와서 직접 알을 출산하였는지에 대해서는 알려진 바가 없다. 다른 바다악어에 비해 눈이 더 위쪽으로 치우쳐 있는 특징도 가지고 있다. 양턱에는 날카로운 톱니 모양의 이빨이 총 25~30개로 촘촘히 나 있다. 분류학적으로 따지면 메크로폰딜러스는 역사적으로 스테네오사우루스와 긴밀한 관계에 있다. 그 속에서 메크로폰딜러스는 텔레오사우루스, 스테네오사우루스 내에 떨어졌다 Thalattosuchia의 2005년 계통 분석에 따른 것이다. 그러나 스테네오사우루스의 monophyly을 지원하지 않았다. 스테네오사우루스의 paraphyly를 증명시키기 위하여 영( 여.(2012년), Ősi 것은 알.(2018년)이 있으며 그리고 Wilberg(알.(2019년) 텔레오사우루스과 내에서 이질적인 위치에 스테네오사우루스 볼렌시스와 다른 스테네오사우루스의 종으로 회복했다. 2020년에는 대한민국에 그 속이 공식적으로 부활했다. 먹이로는 당대에 서식했던 물고기, 오징어, 갑각류 등을 잡아먹고 살았을 육식성의 포식자였을 것으로 추정되는 악어이다.

## 생존시기와 서식지와 화석의 발견
메크로폰딜러스가 생존하던 시기는 중생대의 쥐라기 초기로 지금으로부터 2억년전~1억 8천만년전에 생존했던 악어이다. 생존했던 시기에는 유럽에서 대한민국으로 이어지는 아시아의 대륙까지 이어지는 대서양, 인도양, 서부 태평양까지 매우 광범위하게 서식했던 악어이다. 화석의 발견은 1830년에 유럽의 쥐라기에 형성된 지층에서 고생물학자들에 의해 처음으로 화석이 발견되어 새롭게 명명된 종이며 초창기엔 영국과 독일에서만 화석이 발견되었지만 이후에는 다른 유럽의 국가와 아시아의 국가에서도 화석이 발견되었다.

## 같이 보기
- 악어
- 중생대
- 쥐라기
- 파충류
- 화석